# Nerón-Paso
Nerón-Paso es una obra de teatro de Alfonso Paso, estrenada en el Teatro Reina Victoria de Madrid el 6 de septiembre de 1969.

## Argumento
Particular versión del autor sobre la vida del emperador romano Nerón, concluyendo que su actitud y sus reacciones no fueron sino el producto de su tiempo.

## Estreno
- Dirección: Eugenio García Toledano.
- Intérpretes:  Alfonso Paso (Nerón), Jesús Enguita, Carlos Muñoz, Conchita Núñez, Conchita Rabal, Pepe Ruiz, Tony Isbert, Miguel Rubio.